# Qajuuttaa

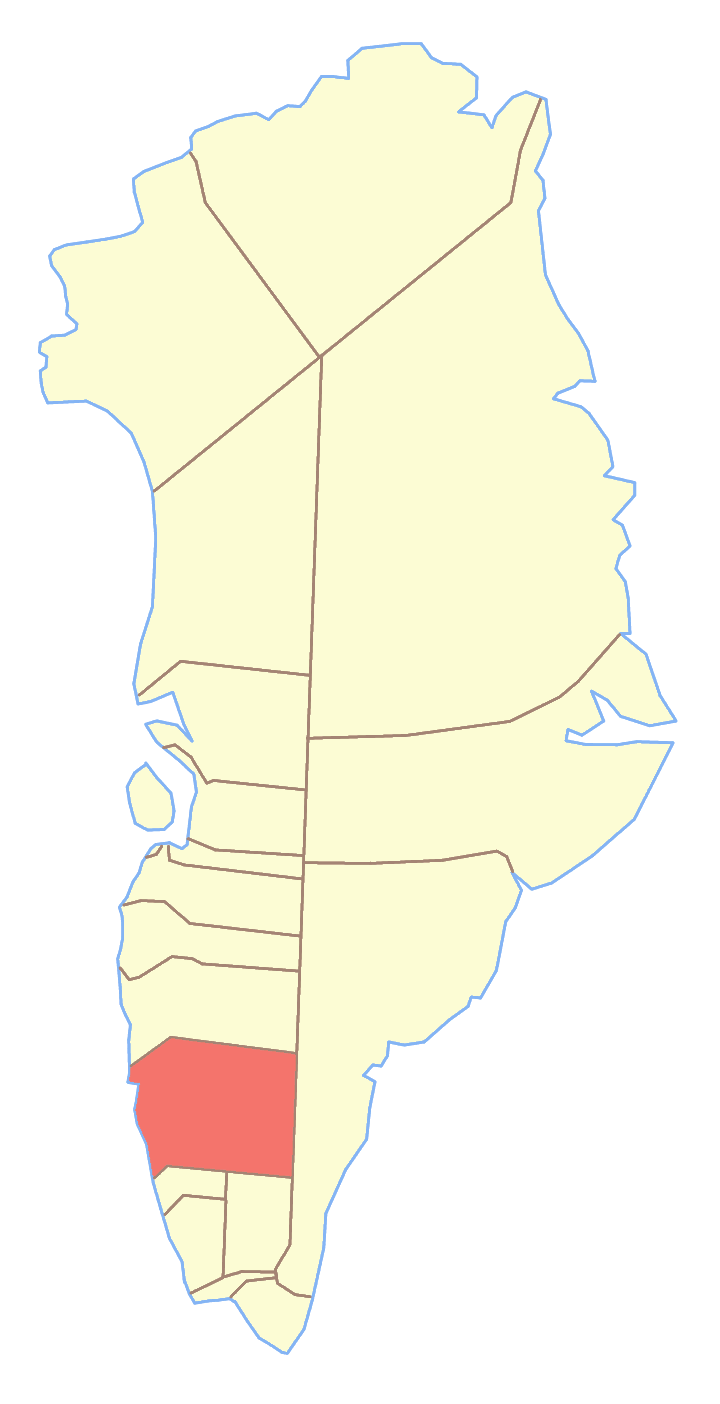
Ex comune di Nuuk, dove si trovava il Qajuuttaa

Il Qajuuttaa è una montagna della Groenlandia di 1254 m. Si trova a 64°14'N 50°54'O; appartiene al comune di Sermersooq.